# Megasema orientalis
Megasema orientalis är en fjärilsart som beskrevs av Embrik Strand 1916. Megasema orientalis ingår i släktet Megasema och familjen nattflyn. Inga underarter finns listade i Catalogue of Life.